# Echymipera echinista
L'echimipera di Menzies (Echymipera echinista Menzies, 1990), detta anche bandicoot spinoso di Menzies o bandicoot del Fiume Fly, è un raro marsupiale dell'ordine dei Peramelemorfi. È nota solamente a partire da due esemplari catturati piuttosto recentemente in due località del bacino idrografico del Fly-Strickland, in Papua Nuova Guinea. Un terzo avvistamento, di cui non esistono prove certe, è avvenuto sul Monte Menawi. Se ciò venisse confermato, sia l'areale che la distribuzione altimetrica di tale specie sarebbero più estesi. Vive nelle foreste pluviali, dal livello del mare fino a 1000 m di altitudine.